# Tolumni
Lar Tolumni (en llatí: lar Tolumnius) va ser rei (lucumó) de Veïs.
La ciutat de Fidenes es va aliar amb Tolumni l'any 438 aC. Els romans van enviar quatre ambaixadors a veure a què responia aquesta aliança, Gai Fulcini, Cloeli Tul·le, Espuri Anti i Luci Rosci, i per instigació de Tolumni els quatre van ser morts. Els ambaixadors van tenir estàtues dedicades a la Rostra, a la ciutat de Roma, on van continuar molt de temps.
A la guerra que va seguir Tolumni va ser mort en combat singular per Aule Corneli Cos, que va dedicar les despulles de l'enemic, les Spolia opima al temple de Júpiter Feretri.
A Veïs la família dels Tolumnii era una de les més riques, i encara que Lar Tolumni va ser rei, es creu que no era un càrrec hereditari. Més aviat el lucumó era una mena de magistrat suprem de la ciutat amb funcions de preservació dels ritus i característiques sacerdotals. El càrrec es relacionava amb les reunions periòdiques que les ciutats etrusques feien al Fanum Voltumnae. A Roma es va conservar una figura ritual, el Rex sacrorum, que podria provenir d'aquesta figura etrusca.